# Franklin Avenue – Fulton Street
Franklin Avenue – Fulton Street – stacja metra nowojorskiego, na linii A, C i S. Znajduje się w dzielnicy Brooklyn, w Nowym Jorku i zlokalizowana jest pomiędzy stacjami Clinton–Washington Avenues, Nostrand Avenue i Park Place. Została otwarta 9 kwietnia 1936.